# Tjocknäbbad vävare
Tjocknäbbad vävare (Amblyospiza albifrons) är en afrikansk fågel i familjen vävare inom ordningen tättingar.

## Utseende och läte
Tjocknäbbad vävare är en stor och mörk vävare med mycket kraftig näbb. Hanen är brun med mörk näbb och vitt inslag på panna och vinge. Honan har ljus näbb och är kraftigt streckad undertill. Sången består av en snabb och ljus melodi innehållande ett antal fräsande drillar, exempelvis "pit-pit-pit-pit chweeer-kuuuurrrr!".

## Utbredning och systematik
Tjocknäbbad vävare placeras som enda art i släktet Amblyospiza. Den delas in i tio underarter med följande utbredning:
- Amblyospiza albifrons capitalba – Senegal till sydvästra Nigeria
- Amblyospiza albifrons saturata – sydöstra Nigeria, Kamerun, norra Gabon, norra Kongo, sydvästra Centralafrikanska republiken, nordvästra Demokratiska republiken Kongo
- Amblyospiza albifrons melanota – Sydsudan, västra och centrala Etiopien, östra Demokratiska republiken Kongo, Rwanda, Burundi, Uganda, västra Kenya och nordvästra Tanzania
- Amblyospiza albifrons unicolor – södra Somalia, kustnära östra Kenya, östra Tanzania och sydligaste Malawi
- Amblyospiza albifrons montana – inre södra Kenya och Tanzania till Malawi, Zambia och Zimbabwe
- Amblyospiza albifrons tandae – norra Angola och västligaste Demokratiska republiken Kongo
- Amblyospiza albifrons kasaica – södra Demokratiska republiken Kongo (Kasai)
- Amblyospiza albifrons maxima – sydöstra Angola, Capriviremsan, norra Botswana, nordvästligaste Zimbabwe
- Amblyospiza albifrons albifrons - östra Sydafrika
- Amblyospiza albifrons woltersi – Moçambique (söder om Zambezi) och näraliggande östra Zimbabwe till Zululand

## Levnadssätt
Tjocknäbbad vävare hjäckar i våtmarker och sanka områden intill skogsomårde. Under häckningstid ses den i par, i övrigt i flockar. Fågeln livnär sig på frukt och insekter som den söker i trädtaket och på marken.

## Status och hot
Arten har ett stort utbredningsområde och en stor population med stabil utveckling och tros inte vara utsatt för något substantiellt hot. Utifrån dessa kriterier kategoriserar internationella naturvårdsunionen IUCN arten som livskraftig (LC). Världspopulationen har inte uppskattats men den beskrivs som lokalt vanligt.